# Lonepine
Lonepine és una concentració de població designada pel cens dels Estats Units a l'estat de Montana. Segons el cens del 2000 tenia 137 habitants.

## Demografia
Segons el cens del 2000, Lonepine tenia 137 habitants, 54 habitatges, i 42 famílies. La densitat de població era de 3,9 habitants per km².
Dels 54 habitatges en un 33,3% hi vivien nens de menys de 18 anys, en un 63% hi vivien parelles casades, en un 5,6% dones solteres, i en un 22,2% no eren unitats familiars. En el 22,2% dels habitatges hi vivien persones soles el 5,6% de les quals corresponia a persones de 65 anys o més que vivien soles. El nombre mitjà de persones vivint en cada habitatge era de 2,54 i el nombre mitjà de persones que vivien en cada família era de 2,98.
Per edats la població es repartia de la següent manera: un 30,7% tenia menys de 18 anys, un 5,8% entre 18 i 24, un 15,3% entre 25 i 44, un 30,7% de 45 a 60 i un 17,5% 65 anys o més.
L'edat mediana era de 44 anys. Per cada 100 dones de 18 o més anys hi havia 126,2 homes.
La renda mediana per habitatge era de 26.250 $ i la renda mediana per família de 28.125 $. Els homes tenien una renda mediana de 30.000 $ mentre que les dones 15.625 $. La renda per capita de la població era de 16.218 $. Aproximadament el 9,8% de les famílies i el 6,3% de la població estaven per davall del llindar de pobresa.

## Poblacions més properes
El següent diagrama mostra les poblacions més properes.